# 热塑性塑料
热塑性塑胶（英語：thermoplastic，又譯導熱塑膠）指具有加热软化、冷却硬化特性的塑胶。日常生活中使用的大部分塑胶属于这个范畴。
热塑性聚合物是一種聚合物，指具有加热后軟化、冷却时固化、可再度軟化等特性的塑胶。热塑性聚合物受热軟化變成液態時具可塑性，冷却时则回到固態，因該現象可交替反复进行（有的物質只能受热可塑化一次，冷却固化後再受热則不具可塑性），所以可回收再利用；不同於熱固性聚合物，後者在高溫時不易軟化也不容易發生形變(因此熱固性聚合物雖能耐高溫，卻有無法回收的缺點)。
热塑性塑胶中树脂分子链都是线型或带支链的结构，分子链之间无化学键产生，加热时软化流动，冷却变硬的过程是物理变化。

## 特性分類
热塑性塑胶是加热后软化、可塑，冷却后硬化，再加热后又会软化的塑胶；即运用加热及冷却，使其产生液态与固态之间的可逆变化的物理变化。热塑性塑胶可分为泛用塑胶、泛用工程塑胶、高性能工程塑胶等三类。
- 絕緣導熱
- 導電導熱

## 基材分類
主要的热塑性塑胶有
- 聚乙烯 PE
- 聚丙烯 PP
- 聚苯乙烯 PS
- 聚甲基丙烯酸甲酯 PMMA
- 聚氯乙烯 PVC
- 尼龙 Nylon
- 聚碳酸酯 PC
- 聚四氟乙烯（铁氟龙）PTFE
- 聚对苯二甲酸乙二醇酯 PET
- 聚甲醛 POM

## 熱傳導率
2W/(m.k)~11W/(m.k)

## 填充物種類
- 金屬
- 石墨
- 陶瓷
- 滑石粉
- 碳酸钙